# Risky (canção)
"Risky" é uma canção da rapper americana Saweetie com a participação do rapper estadunidense Drakeo the Ruler, contida em seu terceiro extended play (EP), Pretty Summer Playlist: Season 1 (2021). Foi lançada através do seu próprio selo, Icy, e pela gravadora Warner Records, como primeiro single do EP em 16 de abril de 2021.